# Markò Vovtxok
Markò Vovtxok, ucraïnès: Марко́ Вовчо́к (22 de desembre [C.J. 10 de desembre] de 1833 a Iekateríninskoie, gubèrnia d'Oriol, Imperi Rus - 10 d'agost [C.J. 22 de juliol] de 1907 a Nàltxik, llavors óblast de Terek) fou una escriptora, traductora i folklorista ucraïnesa i russa. El seu nom de ploma, Markò Vovtxok, va ser inventat per Panteleimon Kulix.
Hi ha algunes variants en la manera d'escriure el seu nom: Markò Vovtxok va néixer com a Maria Oleksàndrivna Vilinska, ucraïnès: Марія Олександрівна Вілінська; rus: Мария Александровна Вилинская, Maria Aleksàndrovna Vilínskaia; després del seu primer matrimoni, Màrkovitx, ucraïnès: Маркович; després del seu segon matrimoni, Lóbatx-Jútxenko, ucraïnès: Лобач-Жученко.

## Vida i obra

### Primers anys
Markò Vovtxok, àlies Vilinska, va néixer el 10 de desembre de 1833 al poble de Iekateríninskoie, actualment desaparegut, al territori que ara ocupa Ielets, a prop de la frontera de l'actual Ucraïna. El seu pare Aleksandr Vilinski era oficial, i va morir quan ella tenia set anys. La seva mare, Praskóvia Petrovna, provenia d'una família empobrida de la petita noblesa russa. Era una dona educada que parlava diversos idiomes, adorava la música i les cançons ucraïneses. Seria, en certa manera, la seva primera professora
Al voltant del 1845 va marxar a estudiar a un internat privat de Khàrkiv. En aquesta institució, s'ensenyava les nenes a comportar-se en una societat laica, a parlar francès, a ballar els balls de moda i a tocar el piano. No obstant això, en el seu temps lliure, la curiosa noia treballava molt en ella mateixa, llegia literatura clàssica i estudiava idiomes.
A l'internat, Maria només sentia parlar ucraïnès per les criades i estudiants de la Universitat de Khàrkiv amb qui parlava ucraïnès, ja que, segons Ivan Frankò, «va aprendre l'idioma ucraïnès de la seva llar natal».
Després de graduar, Maria es va traslladar a Oriol, a cura de la seva rica tia Iekaterina Petrovna Mardovina. La noia, agraïda, va assumir l'educació dels fills dels Mardovin i va continuar l'autoeducació, llegint llibres i estudiant col·leccions científiques de la biblioteca familiar.
Al saló de la seva tia Iekatrina sovint s'aplegaven escriptors i folkloristes famosos, com Pàvel Iakuixkin, Nikolai Leskov i altres. I va ser allà quan, als setze anys, Maria va conèixer el seu futur marit, el folklorista i etnògraf ucraïnès Opanàs Màrkevitx (rus Afanassi Màrkovitx), que purgava el seu exili a Oriol per la seva participació en les activitats de la Germandat dels Sants Ciril i Metodi.

### Matrimoni i partida vers Ucraïna
El gener de 1851, als divuit anys, es va casar amb Opanàs Màrkevitx. Va prendre el cognom del seu marit i es va dir aleshores Maria Màrkovitx. D'aquí el primer element del seu pseudònim literari: Markò. Les autoritats russes els permeteren de traslladar-se a Ucraïna; la parella passaria allà la lluna de mel.
En els anys 1851-1858, Maria i el seu marit visqueren a Txerníhiv, Kíev i Nemíriv. El 1853 va venir al món el fill Bohdan. Durant la seva estada a Nemíriv, Maria llegeix amb entusiasme els poemes de l'ucraïnès Taràs Xevtxenko, cosa que li permet de comprendre millor la naturalesa inhumana de la servitud, que denunciarà en molts dels seus futurs escrits.
El 1856, va escriure els primers relats: El rescat, rus: Выкуп i El pare Andreu, rus: Отец Андрей. Els amics a qui els llegeix la convencen per publicar-los. Opanàs els envia a un amic editor, Panteleimon Kulix, que també era un poeta i folklorista ucraïnès. Encantat per les històries, n'encomana d'altres. Poc a poc, s'escriuen onze relats que formaran una primera col·lecció, titulada Contes populars, ucraïnès: Народні оповідання. Publicada amb el pseudònim masculí Markò Vovtxok, gaudirà d'un gran èxit a Ucraïna. Ivan Turguénev els va traduir al rus i els va publicar a Rússia el 1859 amb el títol Contes populars ucraïnesos de Mark Vovtxok rus: Украинские народные рассказы Марка Вовчка amb el mateix gran èxit. El treball és sovint comparat als escrits de l'escriptora abolicionista estatunidenca Harriet Beecher Stowe, contemporània de Markò Vovtxok, en la seva denúncia de l'esclavitud dels negres (vegeu el cas de La cabana de l'oncle Tom).
Durant la seva estada a Nemíriv (1851-1858), Maria va ajudar el seu marit en els seus estudis etnogràfics. Va perfeccionar el seu domini de la llengua ucraïnesa i el coneixement de la cultura del poble ucraïnès.

### Els anys a Sant Petersburg, Rússia
A principis de 1859 va arribar a Sant Petersburg i hi va romandre deu anys. A Sant Petersburg, Voltxok entra dins del cercle d'escriptors i figures culturals ucraïneses, entre els quals destaquen Vassil Bilozerski, Mikola Kostomàrov, Panteleimon Kulix i Taràs Xevtxenko. La comunitat d'escriptors russos, entre els quals Ivan Turguénev, Nikolai Nekràssov, Aleksei Plesxéiev, Aleksei Píssemski i Edward Żeligowski la va rebre com una amigable compatriota.
L'humanista ucraïnès Taràs Xevtxenko manté una gran amistat paternal amb Maria qur considerarà la seva filla i la seva successora literària. Aprecia molt els seus Contes populars, el tema de la servitud, el qual estava en sintonia amb les seves pròpies obres. Li ofereix una polsera d'or que estimarà més que res, i li dedica el poema El somni, ucraïnès: Сон. La jove, al seu torn, li dedicarà el 1859 la seva novel·la Institutka, ucraïnès: Інститутка, en què defensa els drets de la dona.
Ja el 1859, les novel·les de l'autora van cridar l'atenció del règim tsarista ; algunes ses sotmetran a la censura: Karmeliuk, ucraïnès: Кармелюк i Dos fills, ucraïnès: Два сини, història d'una vídua molt pobra, els dos fills de la qual –els seus únics fills– són enrolats durant cinc anys per anar a la guerra i que va suplicar ls reclutadors de l'exèrcit que li'n deixin un, és una crítica. amb prou feines velada, de l'estat.

### Viatge a Europa Occidental

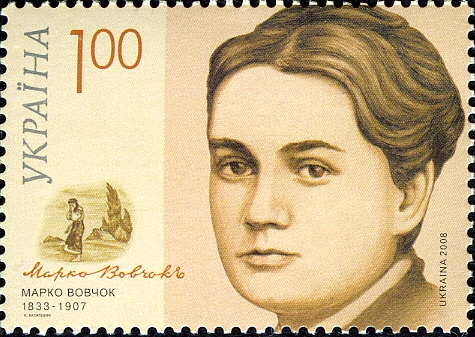
Segell de franqueig ucraïnès que commemora Markò Vovtxok.

El 29 d'abril de 1859, amb 26 anys, Markò Vovtxok parteix, malalta, cap a Alemanya, en un cotxe de correus, per rebre tractament, però també per enriquir-se intel·lectualment. Viatja amb el seu fill i l'escriptor rus Ivan Turguénev, que ja havia viscut a Alemanya i França i hi havia publicat les seves novel·les. La jove sojorna primer a Berlín i Dresden, després a Londres, Roma, Ginebra i París. Arreu on vagi, inspirarà la passió de molts homes. Aprendrà alemany. Molt interessada en l'actualitat social i literària, manté correspondència amb molts escriptors, especialment amb Taràs Xevtxenko. Coneix Dmitri Mendeléiev, Aleksandr Borodín i Ivan Sétxenov. A través d'Ivan Turguénev, coneix l'escriptor rus Lev Tolstoi, el filòsof Aleksandr Herzen i l'escriptor Jules Verne. També coneix escriptors txecs (Josef Václav Frič, Jan Neruda) i freqüenta el cercle d'emigrants revolucionaris i escriptors polonesos. Va participarar en la distribució de les publicacions revolucionàries del filòsof rus Aleksandr Herzen, que va fer campanya per l'emancipació dels serfs a Rússia.
A Dresden, Markò Vovtxok rep la visita d'una cosina de Herzen, Tatiana Pàssek, que havia arribat de Sant Petersburg amb els seus fills. Un d'ells, Aleksandr, de 23 anys, s'enamora apassionadament de Maria, que correspon al seu amor. Escandalitzada per l'aventura del seu fill amb una dona casada, la mare d'Aleksandr suplica a Ivan Turgenev que raoni amb Maria. L'escriptor envia a l'autor una carta «ben sentida». Quan s'assabenta de l'adulteri de la seva dona, Afanassi Màrkovitx, després d'haver aconseguit alguns diners per al passatge, se separa de Maria; mai més no tornarà a veure la seva dona ni el seu fill.
Markò Vovtxok s'instal·la amb Aleksandr a Itàlia on contrauen matrimoni civil. El 1866, després d'un viatge a Anglaterra, Aleksandr contrau una tuberculosi pulmonar galopant i mor als trenta anys.
Durant els anys 1860-1866, Markò Vovtxok sojornarà diverses vegades a París. La vida a la capital francesa és difícil pel cost de les publicacions; amb prou feines li arriba per llogar una habitació petita als afores de la ciutat.Per millorar la seva situació financera, va començar a publicar els seus escrits en revistes franceses. Es publicaran alguns dels seus Contes populars. De la seva primera estada a França, va escriure les seves impressions sobre la vida parisenca a través de dotze cartes publicades a Rússia el 1864 i a Ucraïna el 1865 amb el títol: Cartes de París, rus: Письма из Парижа.
Fou també durant la seva estada a Europa occidental que va escriure novel·les històriques i relats per a la joventut: Karmeliuk, Кармелюк, el seu conte de fades més destacat, La noia esclava, rus: Невольница i Marússia, rus: Маруся. Amb Els nou germans i llur germana Halia, la desena, Девять братьев и десятая сестрица Галя, crea un gènere literari on barreja vida social i contes de fades. Alguns dels seus escrits són adaptacions directes de llegendes i balades populars.

### De tornada a Rússia
El 1867, Markò Vovtxok retorna a Rússia i duu, als trenta-quatre anys, una vida de reclusa. No obstant això, al cap d'un temps, coneix Dmitri Píssarev, un cosí seu de segon grau i crític literari rus; ràpidament esdevé el nou objecte de la seva passió. Ambdós s'instal·len en una casa a Lopatin, amb el fill de Maria. Durant l'estiu de 1868, marxaren cap al golf de Riga per prendre uns banys i així millorar la salut de Dmitri. Però el 17 de juliol, aquest es va ofegar a Dubulti. Van trobar el cos de Píssarev, de 27 anys, una hora més tard de la seva desaparició, però no van poder reanimar-lo. El xoc sacseja la salut de Maria, que patirà una llarga febre nerviosa.
A l'estiu, Bogdan, el fill de Maria, la va presentar a amics visitants, entre ells Mikhaïl Lóbatx-Jutxenko, un jove oficial que s'havia graduat a l'Acadèmia Naval. S'enamoraren l'un de l'altre i es casaren uns quants anys després, el 1878, després de la mort del seu marit.
Son fill Bogdan es va convertir en revolucionari i es va veure obligat a amagar-se de la policia. Quan Maria es va assabentar que el seu fill estava malalt de tifus, se'n va anar a Moscou, va cuidar-lo i va salvar-li la vida.
Atès que l'Imperi Rus ara prohibia parlar la llengua ucraïnesa, Markò Vovtxok va començar a escriure i traduir en rus per a revistes de llengua russa, com ara El diari rus, rus: Русская газета i Rumor, rus: Молва.
Després de l'abolició de la servitud a Rússia el 1861, reforma que criticarà per no comportar cap canvi real en els fets, Markò Vovtxok tractarà en els seus escrits l'estat de la dona i els abusos del món clerical (vegeu el Diari d'un sagristà, que patirà les retallades de censura). Escriurà en rus: L'ànima viva, (Живая душа, 1868), una acusació contra el liberalisme moderat, En un lloc perdut (В глуши, 1875), Diari d'un sagristà, (Записки причетника, 1870) i algunes altres novel·les. No tindran el mateix èxit que les seves primeres obres.
Mancada de diners per pagar els deutes acumulats durant les estades a París, signarà, el 24 de maig de 1870, un acord amb l'editor Semenom Zvonàrev per col·laborar amb el diari mensual il·lustrat Traduccions dels millors escriptors estrangers, rus: Переводы лучших иностранных писателей. Traduirà els contes de Hans Christian Andersen', les novel·les d'Erckmann-Chatrian i de Jules Verne i d'altres autors estrangers. Es van escampar diverses acusacions de plagi amb relació a les seves traduccions dels contes d'Andersen, que erien obra de dones-negres que ella hauria contractat per a aquest fi.Es va convocar un tribunal d'arbitratge de 19 escriptors que van declarar a Vovtxok culpable de plagi. L'autora no podia admetre que aquesta traducció no havia estat robada. Aleshores ningú no sabia res dels traductors contractats.

### Darrers anys

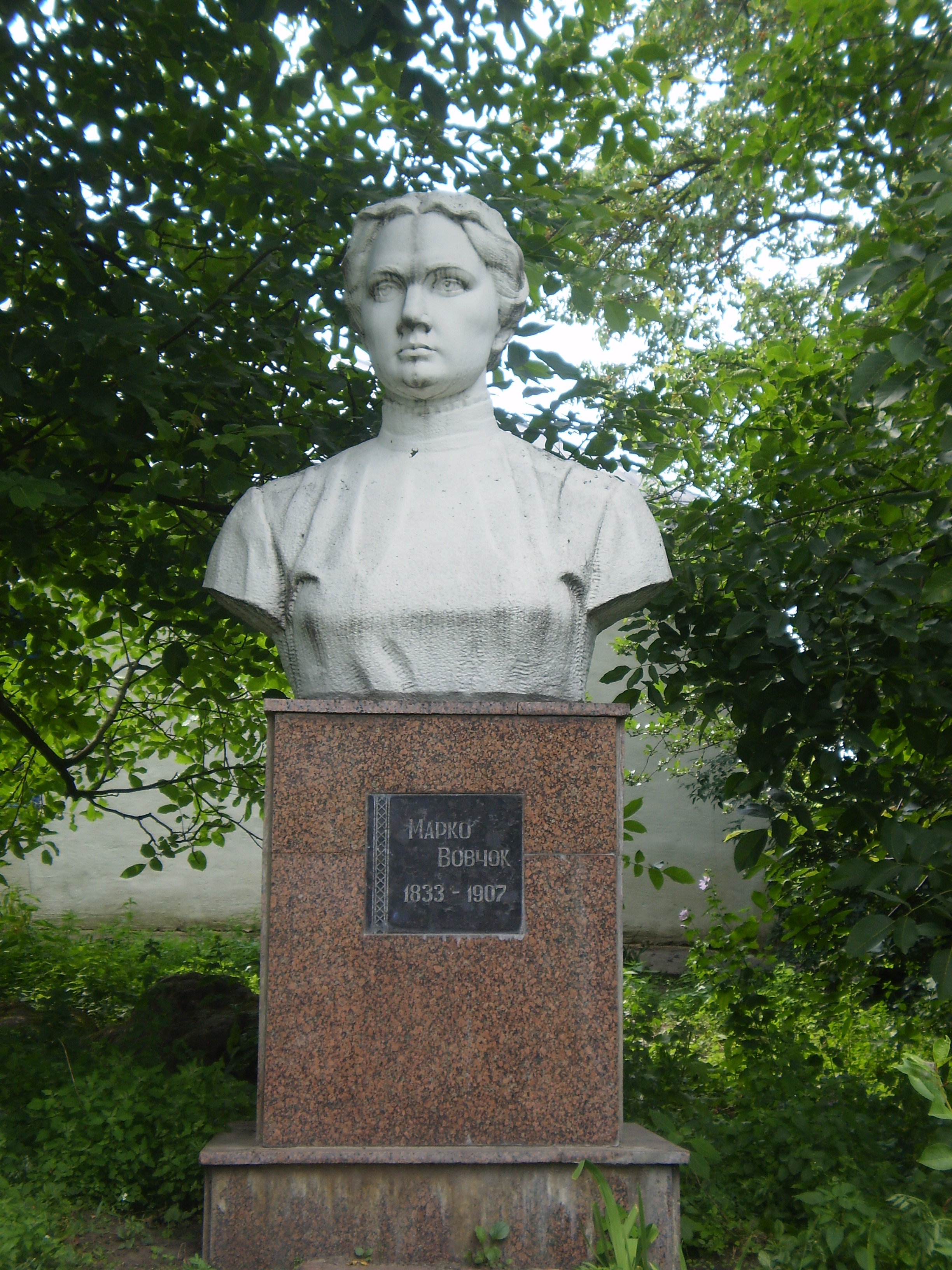
Bust de Markò Vovtxok à Nàltxik (Rússia)

Les acusacions de plagi i el procés posterior van embrutar la seva reputació. El 1972, Markò Vovtxok va abandonar Sant Petersburg i s'instal·là a la finca d'uns coneguts seus a la gubèrnia de Tver. Mentre residia a la «província», va continuar escrivint en rus.
El 1878 es casa amb Mikhaïl Lóbatx-Jútxenko, de manera que durant els següents trenta anys resideix als diversos indrets de l'Imperi Rus on, per raó de servei, envien el seu marit (Stàvropol, Bohuslav, Nàltxik). En concret, el 1887-1893, al poble de Hohitvà (gubèrnia de Kíev). Posteriorment, la família Lóbatx-Jútxenko es va establir a la ciutat russa de Nàltxik, a l'antiga óblast de Térek, i hi viurà fins a la mort de Maria Lóbatx-Jútxenko. L'escriptora mor el 10 d'agost de 1907, als setanta-tres anys, asseguda al seu jardí. Va ser enterrada sota la seva perera preferida.

## Creativitat
És a Ucraïna, i més concretament a Nemíriv, on Markò Vovtxok coneix el seu període creatiu més gran. Amb Històries populars arriba al cim de la seva carrera i causa una gran impressió en l'opinió pública i literària. Vovtxok assoleix el màxim nivell artístic en la representació del destí tràgic d'una serva, que en aquesta societat era la criatura més oprimida, humiliada i impotent. Aquesta imatge ocupa un lloc central tant en el llibre Contes populars com a Contes de la vida nacional russa o Institutka. Tot està escrit amb el to líric i poètic de les històries de llegendes, però sense cap idealització, d'aquí un sentiment de tristesa que emana d'aquests contes. La vida de poble d'Ucraïna es descriu sovint a través de la lent de l'etnografia de manera idealitzada (aquest és també el cas dels següents contes) Contes populars de vegades queda molt allunyat de la vida real dels pagesos.
El seu recull, que apareix pocs anys després de la revolta a Ucraïna del moviment camperol de la dècada del 1850, és aclamat pel món literari ucraïnès, especialment pel poeta Taràs Xevtxenko, que lluitava per l'abolició de la servitud i contra l'ocupació russa d'Ucraïna, així com per l'escriptor i folklorista Panteleimon Kulix.
L'obra de Markò Vovtxok consta de dues parts molt diferents, tant en l'elecció del tema com en l'estil d'escriptura. Els primers escrits tenen per tema episodis de la vida de serfs i senyors descrits amb molta poesia i sensibilitat; les següents històries són una crítica barrejada amb humor sarcàstic de la vida intel·lectual russa imbuïda d'ella mateixa (vegeu L'ànima viva, 1868); el to és sec i dur i tan diferent que corre el rumor que el seu marit n'és l'autor. Els darrers escrits de Markò Vovtxok no tindran cap èxit. Tanmateix, amb Diari d'un sagristà (1869), novel·la anticlerical, l'autora torna al realisme de la vida quotidiana i ens ofereix imatges molt boniques del clergat rural.
Aquesta capacitat de Markò Vovtxok, que va créixer en un entorn aristocràtic, de sentir i transcriure en les seves primeres històries un entorn (el món camperol) que li era estrany, és un indicador del seu talent literari.
Altres temes, com el destí tràgic d'una dona humiliada, criatura impotent en una societat d'oprimits, seran tractats a Contes de la vida nacional russa, rus: Рассказы из народного русского быта, però especialment a Institutka (rus: Институтка, 1859), una obra cabdal de Markò Vovtxok en què defensa els drets de les dones. Després de l' abolició de la servitud a Rússia el 1861, l'autora s'esforçarà a tractar en les seves obres el difícil pas de Rússia del sistema de servitud al sistema capitalista i la lentitud de l'aplicació de les reformes.
Markò Vovtxok també va ser un dels primers a traduir les novel·les de Jules Verne (quinze en total) a l'ucraïnès i al rus per compte de les edicions franceses Hetzel, però també les novel·les de Victor Hugo, Erckmann-Chatrian i Hector Malot. Multilingüe, també va traduir obres d'autors alemanys (el zoòleg i escriptor Alfred Brehm) i anglesos (Charles Darwin), així com escriptors danesos i polonesos (Bolesław Prus).
Avui una mica oblidada, Markò Vovtxok va treballar de manera indirecta i no militant per denunciar la condició dels serfs. La part feminista de la seva obra tot just comença a estudiar-se. Se l'ha comparada de vegades amb George Sand (1804-1876) per les seves obres rurals, la defensa de la dona, la recerca de la justícia social, però també pels seus molts amors.

### Obra completa de l'autora

#### Reculls de contes
- 1857: Narracions populars (Narodni opovidannia, Народні оповідання). Títol rus : Narracions folklòriques ucraïneses (Украинские народные рассказы)
- 1859: Contes populars (Narodnie rasskazi, Народные рассказы)
- 1859: Contes de la vida nacional russa (Рассказы из народного русского быта)
- 1862: Narracions populars (segon tom)

#### Novel·les
- 1868: Ànima viva (Jivaia duixa, Живая душа)
- 1869: Diari d'un sagristà (Zapiski pritxétnika, Записки причетника)
- 1873: Niu càlid (Tioploie gniozdixko, Тёплое гнёздышко)
- 1875: En un lloc perdut (V gluixi, В глуши)
- Idil·li rural (Selskaia idil·lia, Сельская идиллия)

#### Narracions
- 1859: Institutka (Інститутка)
- 1860: El rei roig (Txervoni korol, Червонный король)
- 1861: La dona de tul (Tulevaia baba, Тюлевая баба)
- 1862: Ciutat sorda (Глухой городок)
- Pavlò Txornokril (Павло Чорнокрил)
- El brivall ((ucraïnès) Proidísvit, Пройдисвіт)
- Tres parques (Tri doli, Три долі)
- Haidamaki (Гайдамаки)

#### Historietes i novel·les curtes
- 1861: Tres germanes (Tri sestri, Три сестры). Va aparèixer per primera vegada amb el títol Hi havia una vegada tres germanes (Жили да Были Три сестры)
- 1863: Karmeliuk (Кармелюк), conte de fades adaptat d'una llegenda popular
- 1871: Marússia (Маруся)
- 1876 - 1899: Vacances al camp (Отдых в деревне)
- L'os ((ucraïnès) Vedmid, Ведмідь)
- Els nous germans i llur germana Halia (Deviat' brativ i dessiata sestrytsia Halia, Дев'ять братів і десята сестриця Галя), adaptació d'una llegenda popular
- Zateïnik (Затейник)
- Limerivna (Лимерiвна), adaptació d'una llegenda popular
- La nena esclava (Nevilnitxka, Невільничка)
- Viatge a l'interior del país (Puteixestvie vo vnutr strani, Путешествие во внутрь страны)
- L'aventura del diable ((ucraïnès) Txortova prihoda, Чортова пригода)
- Com va renunciar al malt Khapko (Iak Khapko solodu vidriksia, (ucraïnès) Як Хапко солоду відрікся)
- Agrafena (Аграфена);[12] (ucraïnès) Horpina (Горпина)
- La redempció ((ucraïnès) Vikup, Викуп)
- Danilo Hurtx (Данило Гурч)
- Dos fills (Dva sini, Два сини)
- Katerina (Катерина)
- Kozatxka (Козачка)
- La filla del comerciant (Kupetxeskaia dotxka, Купеческая дочка)
- La mandrosa (Ledasxítsia, Ледащиця)
- Maksim Hrimatx (Максим Гримач)
- Maixa (Маша)
- No per diners ((ucraïnès) Ne do pari (Не до пари)
- Odarka (Одарка)[13]
- Pare Andreu (Otets Andriï, Отець Андрій)
- Saixa (Саша)
- La germana (Sestra, Сестра)
- La sogra ((ucraïnès) Svekrukha, Свекруха)
- El somni (Son, Сон)
- L'encanteri ((ucraïnès) Txari, Чари)
- Txumak (Чумак)
- La joguina (Igruixetxka Игрушечка)
- La màgia (Волшебство)
- Nadeja (Надежа)

#### Assaig
- 1864: Cartes de París[14] (Pisma iz Parija, Письма из Парижа), dotze cartes que donen les impressions de l'autora sobre la vida parisenca especialment, però també sobre altres regions de França.